# Gens Albucia
Die gens Albucia war eine wohl plebejische Familie (gens) im antiken Rom, welche das Gentilnomen Albucius führte.

## Namensträger
- Albucius (Töpfer), gallischer Sigillatöpfer, 2. und 3. Jahrhundert
- Albucius Candidus, römischer Offizier, 2. Jahrhundert
- Gaius Albucius Silus (* um 50 v. Chr., † 16 n. Chr.), römischer Rhetor
- Titus Albucius, römischer Politiker und Rhetor, Prätor 107 oder 105 v. Chr.